# Антоний Тодоров
Антоний Тодоров Тодоров е български политолог, професор в Нов български университет.

## Биография
Аннтоний Тодоров е роден на 10 декември 1957 г. в София. 
Завършва средно образование в 9-а Френска езикова гимназия (1971-1976) и международни отношения във Висшия икономически институт „Карл Маркс“ в София (1978 – 1983). Кандидат на историческите науки (1988) с дисертация на тема „Външнополитическата ориентация на Френската комунистическа партия (1972 – 1984)“. Доктор на политическите науки (2009) с дисертация на тема „Политическото участие: Граждани, партии и избори в българското общество“. 
Аспирант (1984 – 1988), научно-технически сътрудник (1983-1984) и научен сътрудник в Института за социална история в София (1989 – 1990). 
Член-учредител и програмен директор (Програма „Български политически живот“) в Центъра за изследване на демокрацията (1990-1992). Редактор във в. „Култура“ (1992 – 1994). Главен редактор на списание „Български наблюдател“ (1994-1995). Старши съветник в отдел „Парламентарни изследвания“ на Народното събрание (1995 – 1997). Директор на Института за социални ценности и структури „Иван Хаджийски“ и старши изследовател в ББСС „Галъп-интернешънъл“ (1997-1999). 
Главен асистент (по политически науки и международни отношения) (1990 – 1999), извънредент доцент (1999 – 2002), редовен доцент (2002 – 2012) и професор по политология в Нов български университет (2012). 
Директор на Франкофонската програма по политически науки в НБУ (1999–). Ръководител на Департамента по политически науки (2001 – 2003). Декан на Магистърски факултет (2003 – 2005). Зам.-ректор по международната дейност (2005 – 2007). 
Гост професор в Бургундския университет в Дижон (2002 и 2007), Югоизточноевропейския университет в Тетово, Република Македония (2008) и Свободния брюкселски университет в Брюксел (2008, 2010 – 2012). 
Член на Българската хелзинкска гражданска асамблея (1990–), на Обществения институт за социални и екологични изследвания (1992-), на асоциация ACCESS в София (1991–), на фондация МАРКОМ (1996–), на Националния консултативен съвет на Дипломатическия институт към Министерството на външните работи (2005-)
Член на управителните съвети на Асоциацията на франкофоните в социалните науки в София (1993–), на Фондация „Манфред Вьорнер“ (1997–), на Фондация „Развитие на гражданското общество“ (1998 – 2000), на AISLF (Международна асоциация на социолозите-франкофони) (2004 – 2008). 
Председател на Управителния съвет на Българската асоциация по политически науки (2002 – 2012). 
Сътрудник на Groupe d’analyse socio-politique des pays d’Europe centrale et orientale (GASPPECO)р Université libre de Btuxelles. Член на Europe and the Balkans International Network – University of Bologna Архив на оригинала от 2012-10-09 в Wayback Machine.. 
Съветник на президента на България Георги Първанов по въпросите на политическите послания (2007-2012). 
Антоний Тодоров е един от четиримата автори (заедно с Александър Кьосев, Евгений Дайнов и Огнян Минчев) на политическия манифест „За републиката“, публикуван в началото на март 2016 г.

### Книги[6]
- The Role of the Parties in Accession to European Union. Sofia, Center for the Study of Democracy, 1999.
- Антикорупция. Учебно помагало. (съавторство и обща редакция). Коалиция 2000 и Център за изследване на демокрацията. София, 2000.
- Модерната политическа мисъл. София, 2001.
- Политическият живот в България 1990-2005. София, Изток-Запад, 2005.
- Où en est la droite? La Bulgarie. Fondapol, 2010, 32 p.
- Граждани, партии, избори. България 1879-2009. София, Изток-Запад, 2010. [7]
- Българската политическа култура и гражданско участие. Фондация „Фридрих Еберт“, Бюро България. София, 2011.
- Елементи на политиката. София, Изд. на НБУ, 2012.

### Глави в колективни книги[6]
- „Структурните промени и Френската комунистическа партия“. – В: Комунистическите партии в Западна Европа и социално-структурните изменения в сферата на наемния труд. С., ИИБКП, 1986, с. 114-143. (в съавторство с Евгений Дайнов)
- L’Allemagne vue d’ailleurs (sous la direction de Michel Korinman). В съавторство. Paris, Balland, 1992.
- Махалото на Дарендорф. Ляво и дясно в българската политическа култура. (в съавторство). Издание на фондация „Фридрих Науман“, С., 1994. (Ляво-дясно в масовото съзнание)
- „The Bulgarian Political Parties and NATO“. – In: Bulgaria and NATO: The Debate at Five to Twelve (ed. Andrey Ivanov). Sofia, 1997.
- Българските избори 1990-1996. Резултати. Анализи. Тенденции. (в съавторство с Боряна Димитрова, Васил Цанов, Димитър Димитров, Иван Кръстев, Камен Иванов). С., 1997.
- България и Европейският съюз. Институционална инфраструктура. София, Център за изследване на демокрацията, София, 1998 (в съавторство „Демократичен процес и демократични институции, правова държава, права на човека и защита на малцинствата“).
- Elections in Central and Eastern Europe: the First Wave. (Hans-Fieter Klingemann and al.) Co-author (Electoral Studies in Bulgaria). Berlin, Sigma ed., 2000.
- Le Siècle des communismes. (sous la direction de M.Dreyfus et al.) В съавторство. Les Editions de l’atelier, Paris, 2000.
- „Clivages (post)communistes“. – In: Krasteva A., A.Todorov (éd.) Conflits, copnfiance, démocratie. Sofia, NUB, 2004.
- „La politique anti-institutionnelle“. – In: Krasteva A., A.Todorov (sous la dir. de) La mondialisation et les nouvelle limites du politique. Sofia, Éditions EON2000, 2004.
- „Посткомунистически Кливиджи“. – В: Кръстева А., А. Тодоров (съст.) Конфликти, доверие, демокрация. София, НБУ, 2005.
- Raychev A., A. Todorov. „Bulgaria: democratic orientation in support of civil society“. – In: Klingemann H.-D., Fuchs D., Zelionka J. (eds.) Democracy and Political Culture in Eastern Europe. Routledge 2006; pp.336-355.
- „Bulgarie et Roumanie: deux communismes nationaux“. – In: Krasteva A., A.Todorov (sous la réd. de) Bulgarie et Roumanie: modernisation, démocratisation, européisation. Sofia, NUB 2006
- Мениджмънт и комуникация в политиката. (съавторство). Добрин Канев (съст.) София, Фондация „Фридрих Еберт“.
- „Пазар или демокрация, дясно или ляво“. – В: Политическата мисъл на ХХ век – поуки за България. Материали от научната конференция на катедра „Политология“ на Университета за национално и световно стопанство. София, Авангард Прима, 2006; с.56-64.
- „The Evolution of the Post-Communist Bulgarian Party System“. – In: Getova M., Uste A. N. (Eds.) The Impact of European Union: Case of Bulgaria, Case of Turkey. Sofia, New Bulgarian University Press, Dokuz Eylül University, 2007. (115-131).
- „Tolérance politique versus tolérance morale“. – In: Charles S. (sous la dir. de) Repenser la tolérance en contexte multipolaire. Histoire, raisons, enjeux, limites. Sofia, East-West Publishers, 2007, pp. 245-259.
- „La Bulgarie“ (chap.4). – In: De Waele J.-M., Magnette P. Les démocraties européennes. Armand Colin, Paris, 2008. pp. 69-86.
- „Le rite démocratique des élections: démocratie versus élections“. In: Les autres lieux du politique, sous la dir. de Benoît Caritey et Serge Wolikow, Territoires contemporains, nouvelle série – 1 – mis en ligne le 26 juin 2008.
- „Discontinuités de la mémoire générationnelle: Diverses images du communisme“. – In: Jewsewicki B. Nimis E. Expériences et mémoire. Partager en français la diversité du monde. L’Harmattan, 2008
- „Les agrariens bulgares: entre le rural et l’urbain“. – In: De Waele J.-M., Seiler D.-L., Les partis agrariens et paysans en Europe. Éditions de l’université de Bruxelles, 2008, p.85-102.
- Между Париж и Прага. В: 1968. София, НБУ, Сиела, 2009.
- Проданов В., Тодоров, А., Аврамов Й., Иванова В. Българският парламент и преходът. София, Ciela 2009 (четвърта глава, част 1, 3, 4, 5, 6, пета глава, част 1, 2, 4, 5, 6, заключение).
- „La Bulgarie: de la candidature au partenariat“. – In: Franck Ch. (ed.) Neuf parmi Vingt-Sept. Politique européenne des États membres de taille moyenne. Académie diplomatique de Vienne. Favorita papers 02/2008, pp.35-42.
- „Y a-t-il démocratie sans participation“. – In: Krasteva A., Todorov A. (eds). Engagement citoyen. Nouvelle université bulgare, pp, 16-27.
- „Членуването в партиите след 1989 г.“. – В: Любенов М. (ред.) Българската политология пред предизвикателствата на времето. Сборник в чест на 60-а годишнина на проф. Георги Карасимеонов. София, 2010, с. 137-150.
- „Да членуваш в партия, да бъдеш лидер“. – В: Кръстева А. (ред.) Българският политик. Щрихи към портрета. София, НБУ, 2010. с. 57-70.
- „Bulgaria“. – In: Dieter Nohlen and Philip Stover, eds. Elections in Europe: A Data Handbook. Nomos. P. 351-398.
- „Защо 89-а не протече като 68-а?“. – В: Дойнов Пл. (съст.) 1989. Раздвоената година. Литературата като политика. Конструирания на прехода. София, Сиела. С. 87-105
- „Être francophone bulgare“. – In: Parcours Interculturels. Être et devenir est paru (coordination: Maia More)l. Éditions Peisaj, Côte Saint Luc, Canada, ISBN 978-2-9811987-0-9). PP 241-251.
- „Dans les PECO: Les pays francophones de l’Europe centrale et orientale: d’une transition postcommuniste à une consolidation européenne“. – In: Démocratie et élections dans l’espace francophone. Prévention des crises et promotion de la paix. Volume II. Edité par Jean-Pierre Vettovaglia (Prés.), Jean du Bois de Gaudusson, Albert Bourgi, Christine Desouches, Joseph Maïla, Hugo Sada et André Salifoupp. Éditions Bruylant. 151-156.
- „Избирателите на БСП“. – В: Канева, Лиляна; Максим Мизов, Евгений Кандиларов (съст. и ред.) Изследвания по история на социализма в България. Преходът. Том 3. София, Фондация „Фридрих Еберт“ и Център за исторически и политологически изследвания, 2011. Сс.288-337.
- „Bulgarie“. – In: Reynié D. Les droites en Europe. Fondapol / PUF 2012, pp. 113-147.